# Aniplex
Aniplex Inc. (jap. 株式会社アニプレックス Kabushiki-gaisha Anipurekkusu; poprzednio znane jako Sony Pictures Entertainment Music Publishing Inc., Sony Pictures Entertainment Visual Works Inc. i Sony Music Entertainment Visual Works Inc.) – japońska wytwórnia muzyczna i zarazem producent anime. Aniplex został założony we wrześniu 1995 roku jako marka należąca do Sony Music Entertainment Japan.
Aniplex uczestniczyło w planowaniu, produkcji i dystrybucji wielu serii anime, takich jak Fullmetal Alchemist, Blood: The Last Vampire, Angel Beats! i Rurōni Kenshin. Dodatkowo Aniplex jest producentem i dystrybutorem muzyki i ścieżek dźwiękowych, w tym oryginalnych ścieżek dźwiękowych do wszystkich gier komputerowych Sony Computer Entertainment. Jest także dystrubutorem gier komputerowych, m.in. Fate/Grand Order.
W maju 2005 roku przedsiębiorstwo utworzyło własne studio animacyjne A-1 Pictures.